# The Joneses Have Amateur Theatricals
The Joneses Have Amateur Theatricals er en amerikansk stumfilm fra 1909 af D. W. Griffith.

## Medvirkende
- John R. Cumpson - Mr. Jones
- Florence Lawrence - Mrs. Jones
- Linda Arvidson
- Clara T. Bracy
- George Gebhardt